# De Loep
De Loep is een Belgisch-Nederlandse prijs voor onderzoeksjournalistiek die sinds 2007 wordt uitgereikt door de Vereniging van Onderzoeksjournalisten (VVOJ) aan controlerende, opsporende en signalerende journalistiek. De VVOJ-aanmoedigingsprijs is een vierde erkenning voor opkomend journalistiek talent. Winnaars krijgen een trofee en 1500 euro prijzengeld. Doordat het prijzengeld afkomstig is uit de contributies van leden is De Loep een prijs van en voor journalisten.
Inzenden voor de prijs kan tot half januari. Een vakjury maakt enkele maanden later de longlist bekend met tien inzendingen per categorie. De shortlist met drie nominaties per categorie wordt bekendgemaakt tijdens de jaarlijkse ledenvergadering. De namen van de winnaars en de uitreiking van De Loep vinden rond juni plaats tijdens de Avond van de Onderzoeksjournalistiek. 
In 2021 werd door de VVOJ de tweejaarlijkse prijs Het Vliegwiel ingesteld. Het is een eerbetoon aan hoofd- of eindredacteuren die hoogstaande onderzoeksjournalistiek mede mogelijk maken.
|                        | Journalist | Medium                                                                               | Onderwerp |
| ---------------------- | --- | ------------------------------------------------------------------------------------ | --- |
| 2024                   | |                                                                                      | |
| Controlerend           | Ton van der Ham en Vincent Harmsen                                                                            | Zembla                                                                               | Glyfosaat, de goedkeuring van gif |
| Opsporend              | Carola Houtekamer en Karlijn Kuijpers                                                                         | NRC                                                                                  | Poetin tankt bij Vlissingen |
| Signalerend            | Belia Heilbron, Anouk Kootstra, Romy van der Burgh, Salwa van der Gaag en Jeanine Duijst                      | De Groene Amsterdammer, Investico en NOS op 3                                        | Klassenjustitie in Nederland: lager op de ladder, zwaarder gestraft                                                                                    |
| ASN Aanmoedigingsprijs | Georgia Oost                                                                                                  | NRC                                                                                  | Hoe Israëlische soldaten met hun selfies de tegenstander niet meer als mens zien                                                                       |
| 2023                   | |                                                                                      | |
| Controlerend           | Tobe Steel, Wim Van de Velden, Dieter Dujardin en David Adriaen                                               | De Tijd                                                                              | Reconstructie van een mislukte kernuitstap |
| Opsporend              | Belia Heilbron, Anouk Kootstra, Bas Belleman, Salwa van der Gaag, Sümeyye Ersoy en Merijn van Nuland          | Investico, NOS op 3, Trouw, De Groene Amsterdammer en het Hoger Onderwijs Persbureau | De fraudejacht van DUO |
| Signalerend            | Mirjam de Rijk                                                                                                | De Groene Amsterdammer                                                               | Help, het kapitaal neemt ons over |
| ASN Aanmoedigingsprijs | Matthijs van Dam                                                                                              | Trouw                                                                                | 84 uur per week werken, ook bij ziekte. Dit is Qatar na het WK                                                                                         |
| 2022                   | |                                                                                      | |
| Controlerend           | Wubby Luyendijk, Claudia Kammer, Lyanne Levy, Mark Middel, Bas van Sluis en Derk Stokmans                     | NRC DvhN NRC DvhN                                                                    | 63 stutten en nóg ging de gaskraan verder open Anatomie van een gasdrama Hoe Wiebes het vertrouwen van de Groningers verspeelde Alleen maar verliezers |
| Opsporend              | Tjitske Lingsma                                                                                               | De Groene Amsterdammer                                                               | Seksueel misbruik door bisschop en Nobelprijswinnaar Belo. ‘Wat ik wil zijn excuses.’                                                                  |
| Signalerend            | Myrthe Buitenhuis en Ruben Altena                                                                             | documentaire, Argos Medialogica                                                      | Boer Burger Beeldvorming |
| ASN Aanmoedigingsprijs | Bijou van der Borst, Karlijn Saris, Romy van Dijk, Coen Ramaer en Janna Nieuwenhuijzen                        | Investico / De Groene Amsterdammer                                                   | Gooien met grond: de verdozing van Nederland |
| 2021                   | |                                                                                      | |
| Controlerend           | Ruben Brugnera en Marieke Brugnera                                                                            | Knack                                                                                | Als het goede doel ontspoort |
| Opsporend              | Frank Hendrickx en Tom Kreling                                                                                | de Volkskrant                                                                        | De geheime Coronadeals van Sywert van Lienden |
| Signalerend            | Stijn Bronzwaer, Merijn Rengers en Joris Kooiman                                                              | boek, uitgeverij Lebowski                                                            | De Machine |
| ASN Aanmoedigingsprijs | Marieke Rotman, Romy van der Burgh, Esther Chavannes, Gina Lafour en Allart van der Woude                     | Investico / De Groene Amsterdammer                                                   | Hoe de christelijke anti-abortuslobby stilletjes meer voet aan de grond krijgt                                                                         |
| Oeuvreprijs            | Joep Dohmen                                                                                                   |                                                                                      | |
| 2020                   | |                                                                                      | |
| Controlerend           | Mark Lievisse Adriaanse & Derk Stokmans                                                                       | NRC                                                                                  | Hoe Nederland de controle verloor: De corona-uitbraak van dag tot dag                                                                                  |
| Opsporend              | Huib Modderkolk & Tom Kreling                                                                                 | De Volkskrant                                                                        | Hacks, manipulatie en diefstal: Rusland deed alles om het MH17-onderzoek te dwarsbomen                                                                 |
| Signalerend            | Mathias De Clercq                                                                                             | Uitgeverij Podium                                                                    | De ontdekking van Urk |
| ASN Aanmoedigingprijs  | Adrián Estrada & Felix Voogt                                                                                  | Investico                                                                            | Het stikstofprobleem van de Nederlandse veehouderij |
| Oeuvreprijs            | Chris De Stoop                                                                                                |                                                                                      | |
| 2019                   | |                                                                                      | |
| Controlerend           | Bette Dam | De Bezige Bij                                                                        | Op zoek naar de vijand |
| Opsporend              | Ben Meindertsma, Lex Runderkamp, Kees Versteegh & Jannie Schipper                                             | NOS / NRC                                                                            | Nederlandse luchtaanval in Irak veroorzaakte zeker zeventig burgerdoden / De Nederlandse ‘precisiebom’ op een wapendepot van IS                        |
| Signalerend            | Siebe Sietsma & Luuk Mulder                                                                                   | Nieuwsuur                                                                            | Paspoorthandel vanuit Malta |
| ASN Aanmoedigingsprijs | Gidi Pols & Jochem van Staalduine                                                                             | De Volkskrant                                                                        | De erfenis van DSB |
| Oeuvreprijs            | Joop Bouma |                                                                                      | |
| 2018                   | |                                                                                      | |
| Controlerend           | Ghassan Dahhan / Milena Holdert                                                                               | Trouw / Nieuwsuur                                                                    | Steun aan Syrische strijdgroepen? |
| Opsporend              | Eelco Bosch van Rosenthal & Huib Modderkolk                                                                   | Nieuwsuur / de Volkskrant                                                            | |
| Signalerend            | Ine Renson | De Standaard                                                                         | CurieuzeNeuzen |
| Aanmoediging           | Daniël Verlaan                                                                                                | RTL Nieuws                                                                           | |
| 2017                   | |                                                                                      | |
| Opsporend              | Lars Bové, Kristof Clerix, Gaby de Groot, Jan Kleinnijenhuis, Han Koch, Karlijn Kuijpers en Martijn Roessingh | De Tijd / Knack / FD / Trouw                                                         | Paradise papers |
| Signalerend            | Lars Bové, Stijn Debrouwere en Tobe Steel                                                                     | De Tijd                                                                              | Airbnb unlocked |
| Controlerend           | Bas Haan | boek                                                                                 | De rekening voor Rutte (speuren naar ‘het bonnetje van Teeven’)                                                                                        |
| Aanmoediging           | Jesse Frederik                                                                                                | De Correspondent                                                                     | Het absurde Nederlandse boetebeleid: 18.733 celstraffen voor onverzekerde auto’s (die in de garage staan)                                              |
| 2016                   | |                                                                                      | |
| Tekstueel              | Robert Dulmers en Casper Thomas                                                                               | De Groene Amsterdammer                                                               | Wie gaf het bevel? |
| Audiovisueel           | Huub Jaspers en Bart Nijpels                                                                                  | Argos TV                                                                             | Waarom Srebrenica moest vallen |
| Digitaal               | Maurits Martijn en Cees Wiebes                                                                                | De Correspondent                                                                     | Operatie Leunstoel: hoe een klein Nederlands bedrijf de CIA hielp om de Russen af te luisteren                                                         |
| Aanmoediging           | Enzo van Steenbergen                                                                                          | NRC Handelsblad                                                                      | het NRC-euthanasieonderzoek |
| 2015                   | |                                                                                      | |
| Tekstueel              | Lars Bové, Kristof Clerix, Martijn Roessingh, Jan Kleinnijenhuis en Han Koch                                  | De Tijd / MO* / Trouw                                                                | Luxleaks |
| Audiovisueel           | Jet Schouten en Linda Stoltenberg                                                                             | Radar                                                                                | Een mandarijnennetje als implantaat |
| Digitaal               | Dimitri Tokmetzis                                                                                             | De Correspondent                                                                     | Wat er allemaal gebeurt onder de motorkap van je smartphone                                                                                            |
| Aanmoediging           | Anne de Blok en Frederick Mansell                                                                             |                                                                                      | Vissen naar subsidie |
| 2014                   | |                                                                                      | |
| Tekstueel              | Geert Sels | de Standaard                                                                         | Belgische kunsthandel tijdens de Tweede Wereldoorlog                                                                                                   |
| Audiovisueel           | Aart Zeeman en Siebe Sietsma                                                                                  | Brandpunt KRO-NCRV / RTL Nieuws                                                      | producties over met toeslagen frauderende Bulgaren |
| Aanmoediging           | |                                                                                      | |
| 2013                   | |                                                                                      | |
| Tekstueel              | Esther Rosenberg en Tom Kreling                                                                               | NRC Handelsblad / nrc.next                                                           | artikelenserie over de vastgoedproblemen die leidden tot de ondergang van de SNS-bank                                                                  |
| Audiovisueel           | Bart Nijpels en Marco de Lange                                                                                | Brandpunt Reporter KRO                                                               | Mayday, Mayday |
| Aanmoediging           | Sanne Terlingen                                                                                               | Oneworld                                                                             | Paradijs voor pedo’s |
| Stimuleringsprijs      | Inge Jansse                                                                                                   | Vers Beton                                                                           | |
|                        | Tom Cochez en Clea Caulcutt                                                                                   | Apache.be en Rue89                                                                   | |
| 2012                   | |                                                                                      | |
| Tekstueel              | Carel van der Velden en Ellen van Gaalen                                                                      | Algemeen Dagblad                                                                     | artikelenserie over de Schiedamse burgemeester Verver                                                                                                  |
| Audiovisueel           | Wim Van Den Eynde                                                                                             | Panorama (VRT)                                                                       | Voor wie de klok luidt over misstanden in de Hasseltse politieregio                                                                                    |
| Aanmoediging           | niet uitgereikt                                                                                               |                                                                                      | |
| 2011                   | |                                                                                      | |
| Tekstueel              | Bas Soetenhorst                                                                                               | Het Parool                                                                           | Het wonder van de Noord-Zuid lijn |
| Audiovisueel           | Dirk Leestmans                                                                                                | Panorama (VRT)                                                                       | Te gek om los te lopen |
| Aanmoediging           | Stefan Vermeulen                                                                                              | Follow the Money & HP/De Tijd                                                        | ICT, het zwarte gat van Amsterdam |
| 2010                   | |                                                                                      | |
| Tekstueel              | Joep Dohmen en Robert Chesal                                                                                  | NRC Handelsblad / Wereldomroep                                                       | Misbruik in de katholieke kerk |
| Audiovisueel           | Ton van der Ham, Anique van de Bosch en Manon Blaas                                                           | Zembla                                                                               | Vieze ziekenhuizen |
| Aanmoediging           | Mathias Bienstman en Berber Verpoest                                                                          | MO*                                                                                  | Reynders spot met het parlement |
| 2009                   | |                                                                                      | |
| Tekstueel              | Jeroen Smit                                                                                                   | boek                                                                                 | De Prooi |
| Audiovisueel           | Thomas Blom en Sinan Can                                                                                      | Zembla                                                                               | Gijzeling in Almelo |
| Aanmoediging           | Steven Vandenbergh en Johan Denis                                                                             | Brussel deze Week                                                                    | Eén arts, twee petjes |
| 2008                   | |                                                                                      | |
| Tekstueel              | Joep Dohmen                                                                                                   | NRC Handelsblad                                                                      | Chaos bij de Belastingdienst |
| Audiovisueel           | Marije Meerman, William de Bruijn en Barbara Coolen                                                           | Tegenlicht                                                                           | De verkoop van een oorlog |
| Aanmoediging           | Mirjam Pool                                                                                                   | boek                                                                                 | Alle dagen schuld |
| 2007                   | |                                                                                      | |
| Tekstueel              | Marleen Teugels en Nico Krols                                                                                 | Knack                                                                                | Asbest, de seriemoordenaar |
| Audiovisueel           | Jos van Dongen en André Tak                                                                                   | Zembla                                                                               | Het clusterbomgevoel |
| Aanmoediging           | Frieda Joris                                                                                                  | Het Laatste Nieuws                                                                   | asbestdossier over een school in Genk |